# Nathaniel Hawthorne
Nathaniel Hawthorne (født 4. juli 1804 i Salem, Massachusetts i USA, død 19. maj 1864 i Plymouth i New Hampshire) var en amerikansk forfatter af romaner og noveller.
9. juli 1842 gift med maleren Sophia Peabody
Hans mesterværk er Det flammende bogstav, den første amerikanske roman, der fik plads i verdenslitteraturen.
- Wikimedia Commons har flere filer relateret til Nathaniel Hawthorne